# Ташли-Єлга (Іглінський район)
Ташли́-Єлга́ (рос. Ташлы-Елга, башк. Ташлыйылға) — присілок у складі Іглінського району Башкортостану, Росія. Входить до складу Лемезинської сільської ради.
Населення — 23 особи (2010; 28 в 2002).
Національний склад:
- башкири — 96 %